# Chevagnes
Chevagnes é uma comuna francesa na região administrativa de Auvérnia-Ródano-Alpes, no departamento Allier. Estende-se por uma área de 48,6 km². Em 2010 a comuna tinha 673 habitantes (densidade: 13,8 hab./km²).